# Sede Teman
Sede Teman (hebr. ‏שדה תימן‎; ang. Sde Teiman) – izraelska baza wojskowa położona na pustyni Negew, podczas wojny Izraelu z Hamasem służąca jako ośrodek internowania więźniów palestyńskich.
Według wielu sygnalistów – zarówno izraelskich pracowników, jak i zwolnionych palestyńskich więźniów – powszechne w nim są systemowe nadużycia i łamanie praw człowieka, w tym tortury fizyczne i psychiczne. Obóz został nazwany „izraelskim Guantanamo”.
Obóz Sede Teman jest podzielony na dwie części: przestrzeń zamkniętą i szpital polowy. Istnieje również dodatkowa struktura, w której odbywają się przesłuchania.

## Przemoc wobec zatrzymanych
W maju 2024 roku trzech pragnących zachować pracowników obozu w rozmowie z CNN potwierdziło doniesienia o znęcaniu się i złych warunkach, które były wcześniej zgłaszane przez byłych więźniów. Sygnaliści szczegółowo opisali zamkniętą przestrzeń, w której zatrzymani, mający zawiązanie oczy, nie mogą mówić, ani poruszać się. Zdjęcia, które wyciekły do CNN, przedstawiały rzędy mężczyzn w szarych dresach z zasłoniętymi oczami, siedzących na cienkich materacach, otoczonych płotem z drutu kolczastego.
Kary wobec więźniów obejmują bicie i to, co jeden ze zwolnionych więźniów nazwał „nocnymi torturami", w czasie których strażnicy przeprowadzali rutynowe przeszukania z psami i granatami dźwiękowymi, gdy więźniowie spali. Według doniesień, więźniowie są utrzymywani na diecie składającej się z jednego ogórka, kilku kromek chleba i garści sera dziennie. Kilku więźniów, którzy wrócili do Gazy, zgłosiło UNWRA i „New York Timesowi”, że podczas przesłuchań zadawano im obrażenia poprzez penetrację odbytu metalowym kijem, a wielu więźniów zgłosiło stosowanie wstrząsów elektrycznych, czasami będąc zmuszanym do „siedzenia na krześle podłączonym do prądu”.
Prawnik Khaled Mahajneh, który odwiedził więzienie, stwierdził, że warunki były „bardziej przerażające niż wszystko, co słyszeliśmy o Abu Ghurajb i Guantanamo”. Oświadczył, że udał się do aresztu w poszukiwaniu informacji na temat reportera Muhammada Araba z telewizji Al-Araby, który został zatrzymany podczas relacjonowania oblężenia szpitala Al-Szifa. Khaled określił reportera jako „nie do poznania” i powiedział, że zeznawał o rutynowym wykorzystywaniu więźniów, o otwartych napaściach na tle seksualnym przez strażników oraz o śmierci „wielu” więźniów w wyniku tortur.
Jeden zatrzymany z Gazy, który przed zwolnieniem przebywał w szpitalu polowym, w rozmowie z BBC powiedział, że z powodu odmowy dostępu do leczenia zakażonej rany musiał przejść amputację nogi. Starszy lekarz pracujący w szpitalu polowym, którego dotyczyły zarzuty, zaprzeczył, jakoby jakiekolwiek amputacje były bezpośrednim skutkiem panujących tam warunków, ale określił kajdany i inne ograniczenia stosowane przez strażników jako „dehumanizujące”.

## Reakcje
- Izrael: armia izraelska twierdziła, że więźniowie w ośrodku byli traktowani „odpowiednio i ostrożnie”[7].
  - 23 maja 2024 izraelskie organizacje ochrony praw człowieka zwróciły się do Sądu Najwyższego o zamknięcie ośrodka detencyjnego w Sede Teman[8].
  - W następstwie doniesień o przemoc wobec zatrzymanych, w wywiadzie udzielonym 25 maja żołnierka Sił Obronnych Izraela stwierdziła, że strażniczki w Sde Teiman regularnie doświadczają molestowania seksualnego ze strony więźniów, którzy posyłają im całusy, robią sugestywne uwagi i plulą na podłogę w ich obecności[9].
  - W lipcu 2024 kilku żołnierzy podejrzanych o znęcanie się nad więźniem zostało zatrzymanych celem przesłuchania, co doprowadziło do nielegalnego wtargnięcia do obozu skrajnie prawicowych protestujących i członków Knesetu[10].